# 貝爾蒙特鎮區 (明尼蘇達州傑克遜縣)
貝爾蒙特鎮區（英語：Belmont Township）是位於美國明尼蘇達州傑克遜縣的一個行政鎮區。

## 歷史
貝爾蒙特鎮區於1867年設立，得名自一名早期定居者。

## 地方資料
貝爾蒙特鎮區的面積為93.85平方千米，當中陸地面積為93.22平方千米，而水域面積為0.63平方千米。根據2020年美國人口普查的數據，當地共有人口217人，而人口密度為每平方千米2.31人。